# Libelloides ustulatus
Libelloides ustulatus är en insektsart som först beskrevs av Eduard Friedrich Eversmann 1850.  Libelloides ustulatus ingår i släktet Libelloides och familjen fjärilsländor. Inga underarter finns listade i Catalogue of Life.